# Ratusz w Kluczborku
Ratusz w Kluczborku – zabytkowy ratusz miejski w Kluczborku. Jest budowlą renesansowo-barokową zbudowaną w XVIII wieku. W wiekach późniejszych kilkakrotnie rozbudowywany i remontowany, ostatnio w roku 1926. Obecnie jest siedzibą kilku instytucji, między innymi Urzędu Stanu Cywilnego i biblioteki.

## Historia

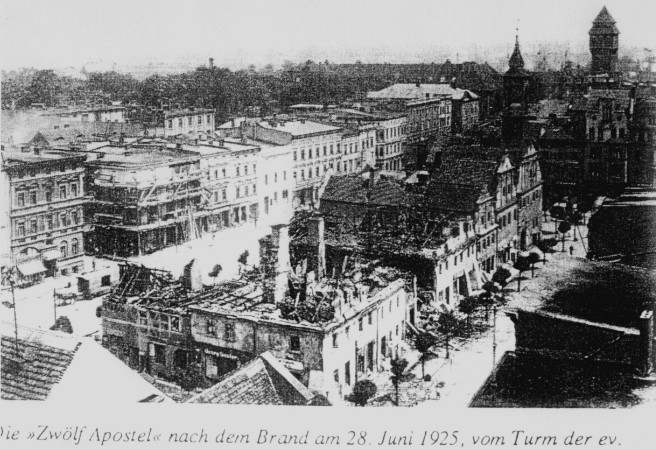
"Dwunastu apostołów" po pożarze 28 czerwca 1925 r.- widok z wieży Kościoła ewangelickiego

Pierwszy ratusz w Kluczborku został zniszczony w pożarze w 1738 roku. W latach 1738–1741 obiekt odbudowano, a roku 1752 powiększono go i wzniesiono wieżę. W roku 1841 z powodu złego stanu technicznego wieża została wyburzona, a w roku 1858 wybudowano nową. W 1859 roku na wieży zainstalowano zegar, a w latach 1890–1891 obiekt rozbudowano o północno-wschodnie skrzydło. W latach 1907–1908 po raz kolejny rozbudowano ratusz, a w 1909 roku oddano do użytku nową salę narad. W roku 1925 na rynku wybuchł pożar, który zniszczył osiem z dwunastu kamieniczek zwanych „Dwunastoma apostołami”. Ponieważ w trakcie pożaru ratusz uległ uszkodzeniu, rok później poddano go renowacji.
Decyzją wojewódzkiego konserwatora zabytków z 6 kwietnia 1964 roku do rejestru zabytków wpisano:
- zespół ratusza, XVIII, XIX:
  - ratusz, nr rej.: 811/64 z 16.04.1964
  - dom, Rynek 2, nr rej.: 812/64 z 16.04.1964
  - dom, Rynek 3, nr rej.: 813/64 z 16.04.1964

W latach 2011–2012 budynek został wyremontowany, przebudowano także drogi dojazdowe do ratusza.

## Architektura
Ratusz w Kluczborku jest dwukondygnacyjną budowlą wzniesioną na planie wydłużonego prostokąta, nakrytą dachem mansardowym z ozdobnymi lukarnami. Ściany szczytowe budynku i przylegających do niego kamieniczek są ujęte w spływy wolutowe i posiadają trójkątne naczółki. Na dachu umiejscowiona jest niewysoka wieżyczka pokryta miedzianą blachą, posiadająca latarnię i nakryta ostrosłupowym hełmem. Wokół latarni jest ażurowa balustrada, a poniżej cztery tarcze zegarowe. Główne wejście do budynku obejmuje neobarokowy portal, odtworzony po pożarze z roku 1925, a na zachodniej ścianie jest tympanon z płaskorzeźbą przedstawiającą ratusz razem z zabudową rynku sprzed pożaru. Na szczycie fasady jest ozdobny barokowy kartusz herbowy.

Do ratusza przylegają dwie kamieniczki pozostałe z dawnego barokowego zespołu „Dwunastu Apostołów”. Obecnie budynek jest siedzibą kilku instytucji, między innymi Urzędu Stanu Cywilnego i biblioteki.

## Kapsuła czasu na wieży ratuszowej
W trakcie ostatniego remontu, podczas demontażu iglicy ratusza w dniu 13 lipca 2012 roku, odnaleziono tzw. kapsułę czasu. W miedzianej kuli znajdowała się ocynkowana tuba zawierająca trzy dokumenty zwinięte w rulon i przewiązane wstążką, datowane na rok 1926.
- Słowo wstępu od Burmistrza Miasta Kluczborka Waldemara Recha
- Dokument opisujący historię Ratusza od 1752 do 1858
- Dokument opisujący historię Ratusza od 1859 do 1926

Dokumenty zostały przetłumaczone z języka niemieckiego na polski i zostały udostępnione na stronie Kluczborka.

## Galeria

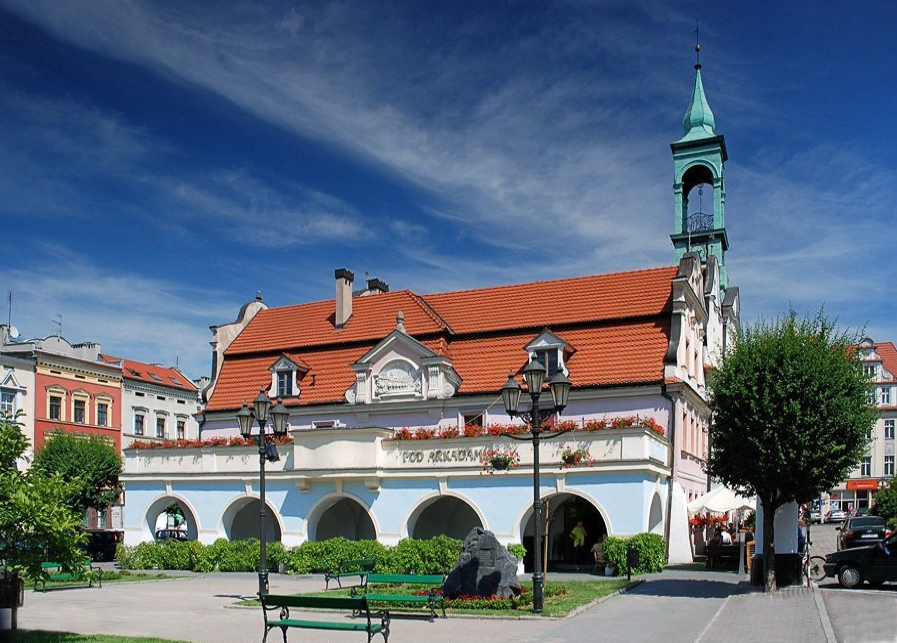
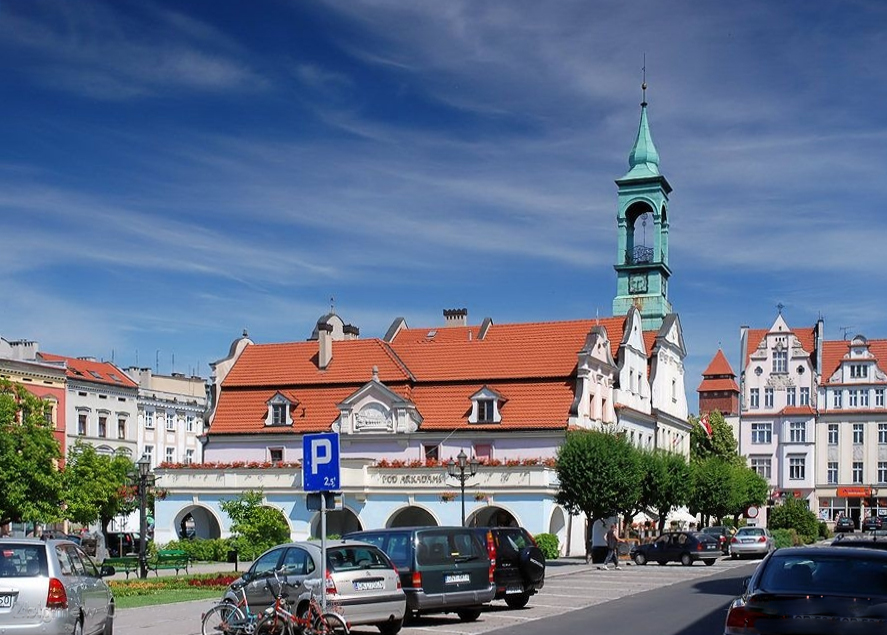
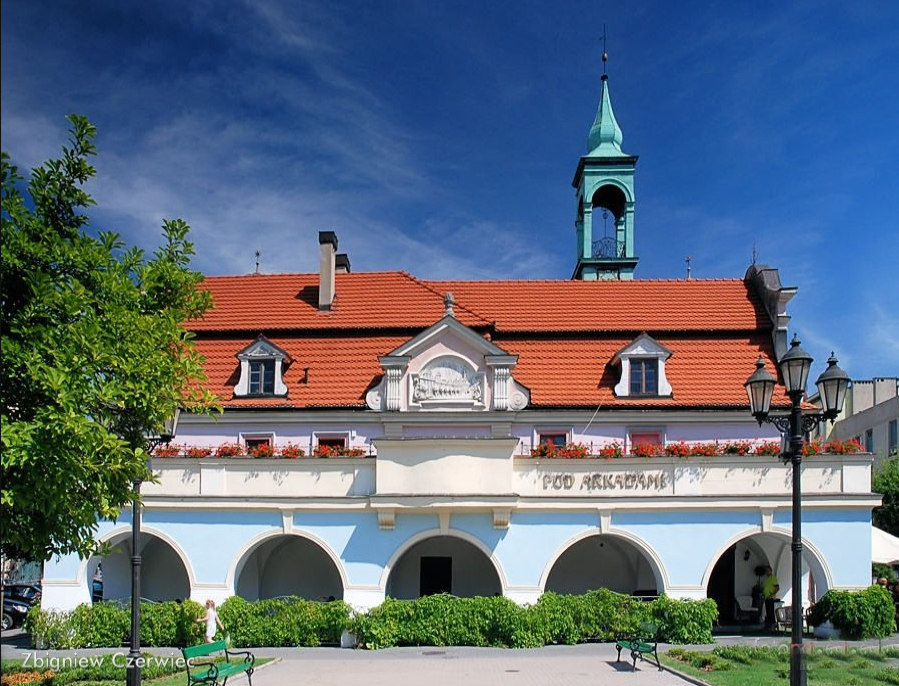
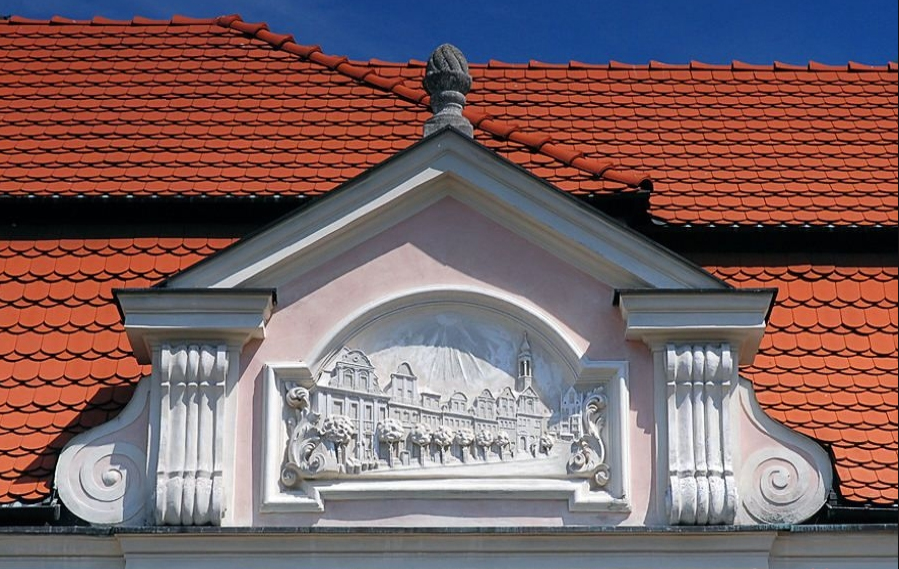
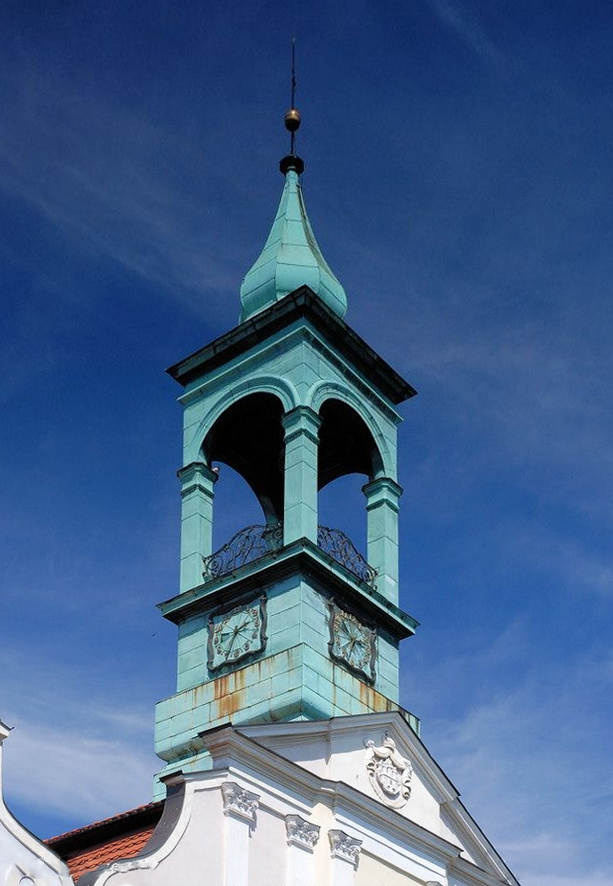